# Ready, Set, Don't Go
Singles de Billy Ray Cyrus feat Miley Cyrus
Wanna Be Your Joe
(2006) Somebody Said a Prayer
(2008)
Ready, Set, Don't Go est le 1er single de Billy Ray Cyrus en solo 2007, sur l'album Home at Last. Ready, Set, Don't Go est le 1er single de Billy Ray Cyrus avec sa fille Miley Cyrus en 2007, sur l'album Home at Last.

## Solo
Ce single est sorti le 11 août 2007
| Certification (2007)             | Classements Positions |
| -------------------------------- | --------------------- |
| U.S. Billboard Hot Country Songs | 33                    |
| U.S. Billboard Hot 100           | 76                    |
| U.S. Billboard Pop 100           | 58                    |
| U.S. Billboard Hot Digital Songs | 41                    |

## Duo
Ce single est sorti le 9 octobre 2007
| Certification (2007-2008)        | Classements positions |
| -------------------------------- | --------------------- |
| U.S. Billboard Hot Country Songs | 4                     |
| U.S. Billboard Hot 100           | 37                    |
| U.S. Billboard Pop 100           | 44                    |
| U.S. Billboard Hot Digital Songs | 37                    |
| Canadian Country Chart           | 7                     |
| Billboard Canadian Hot 100       | 47                    |